# Albeluvisols

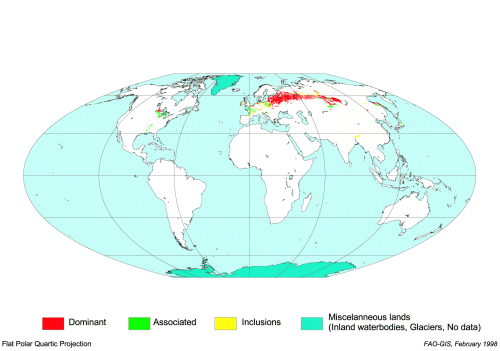
Bản đồ phân bố đất Albeluvisols

Albeluvisols theo Cơ sở Tham chiếu Toàn cầu về Tài nguyên Đất (WRB) là loại đất có một tầng mặt mỏng, sậm màu, nằm trên một tầng rửa trôi (tầng albic) có những điểm lấn vào tầng tích sét (Bt) phía dưới. Theo phiên bản cập nhật 2014 của WRB, Albeluvisols được thay thế bằng Retisols. Tầng Bt có ranh giới trên không ổn định, ngắt quãng, là hệ quả từ sự xâm lấn của vật chất tầng rửa trôi trực di xuống tầng tích tụ. Albeluvisols tương đương với các nhóm lớn Glossaqualfs, Glossocryalfs và Glossudalfs thuộc bộ Alfisols trong Hệ thống phân loại đất USDA.
Những dạng đất thuộc loại này đa phần hình thành từ các vật liệu trầm tích băng, sông, hồ kém bền, hay từ sản phẩm trầm tích gió như đất hoàng thổ (đất loess). Albeluvisols hình thành ở những đồng bằng mấp mô, dưới tán rừng lá kim hay rừng hỗn hợp trong vùng khí hậu ôn đới và cận bắc cực, với mùa đông lạnh cùng mùa hè mát và ngắn.
Khả năng sử dụng trong nông nghiệp của Albeluvisols bị giới hạn bởi tính axit, hàm lượng dinh dưỡng thấp, cùng những khó khăn trong hoạt động canh tác và thoát nước. Những khu vực phía Bắc cũng có một mùa sinh trưởng và sương muối khắc nghiệt suốt mùa đông dài. Albeluvisols ở khu vực rừng taiga phương Bắc hầu như chỉ có dưới thềm rừng, với một diện tích nhỏ sử dụng làm đồng cỏ chăn nuôi gia súc và tập kết cỏ khô. Ở vùng taiga phương Nam, dưới 10% diện tích đất không có rừng che phủ được sử dụng để phục vụ hoạt động chăn nuôi gia súc. Tại những tiểu khu phía Nam và Tây của vùng taiga nước Nga, có mặt những loại cây trồng nông nghiệp như ngũ cốc, khoai tây, củ cải đường và ngô làm thức ăn cho gia súc, điều đặc biệt là chúng được canh tác trên những chỗ đất sở hữu tầng đất cái có độ bão hòa base cao.
Đất Albeluvisols chiếm một diện tích khoảng 320 triệu ha thuộc châu Âu, Bắc Á, Trung Á và Bắc Mỹ. Tập trung thành hai vùng chính:
- vùng lục địa có tầng đất đóng băng vĩnh cửu từ thế Canh Tân (Pleistocene) ở Đông Bắc châu Âu, Tây Bắc châu Á và miền Nam Canada, cấu thành khu vực phân bố rộng nhất của đất Albeluvisols.
- vùng đất cát và hoàng thổ, và vùng đất bồi tích ở vùng ôn đới ẩm, như Pháp, miền Trung Bỉ, Đông Nam Hà Lan và miền Bắc, Đông Bắc Đức.